# Tasata taim
Espèce
Tasata taim est une espèce d'araignées aranéomorphes de la famille des Anyphaenidae.

## Distribution
Cette espèce est endémique du Rio Grande do Sul au Brésil,.

## Description
Le mâle holotype mesure 8,25 mm et la femelle paratype 7,58 mm.

## Étymologie
Son nom d'espèce lui a été donné en référence au lieu de sa découverte, la station écologique de Taim.

## Publication originale
- Ramírez, 2003 : The spider subfamily Amaurobioidinae (Araneae, Anyphaenidae) : a phylogenetic revision at the generic level. Bulletin of the American Museum of Natural History, no 277, p. 1-262 (texte intégral).